# Colonna Infame (Bari)

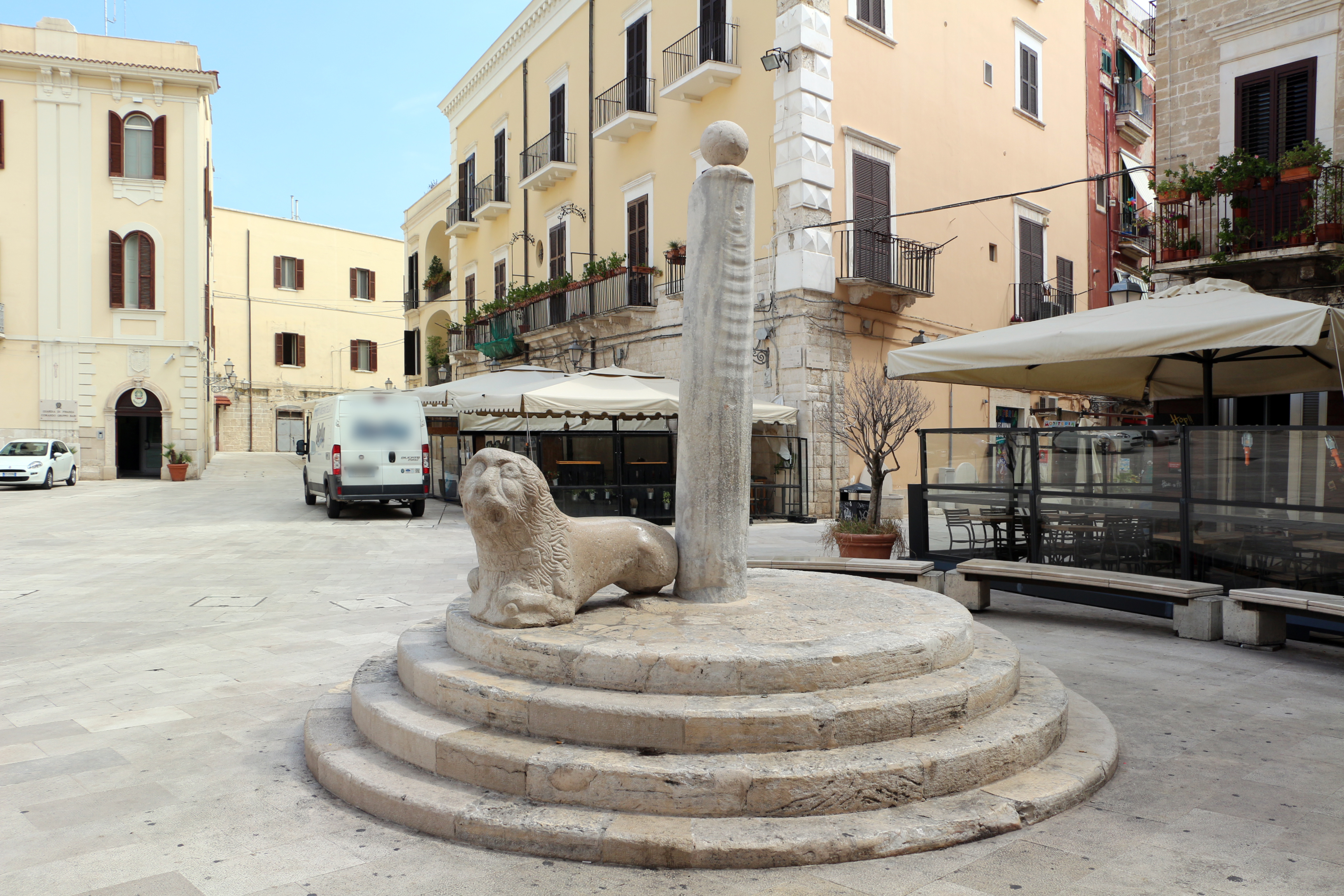
La colonna infame di piazza Mercantile

La colonna infame o colonna della giustizia è una colonna storica situata a Bari, in piazza Mercantile, nel quartiere San Nicola.

## Storia
La colonna fu realizzata alla metà del cinquecento per volontà di Pietro di Toledo, viceré spagnolo sebbene l'epoca e la realizzazione sia controversa fra gli studiosi. Il leone è un elemento di reimpiego proveniente da una tomba romana, realizzato da artigiano apulo-latino e databile tra il I secolo a.C. e il I d.C.: si tratta di una delle poche testimonianze romane della città.
Il gruppo scultoreo era collocato in origine presso la Porta di Mare, di fronte al porto vecchio della città; sebbene sia diffusa la tradizione che esso fosse usato a mo' di gogna per esporre al pubblico ludibrio falsari e usurai, ciò non trova alcun riscontro documentario.

## Descrizione
La colonna e il leone sono posti su una piattaforma concentrica formata da quattro gradini. La colonna in marmo bianco è sormontata da una sfera di balista in pietra mentre il leone alla base è in breccia calcarea.

## Iscrizione
Sul collare del leone sono scolpite le parole in latino Custos Iusticie (custode della giustizia).